# Урра-Хубуллу
Урра-Хубуллу, або Харра-Хубуллу (шум. — Ur5-ra або ḪAR-ra, акк. — Hubullu) — шумеро-аккадська енциклопедія-словник, що складається з 24 глиняних табличок, що містять статті двома мовами, згруповані за тематичною ознакою. Основна частина табличок відноситься до старовавилонського періоду (початок другого тисячоліття до н. е.).
Назва енциклопедії утворено від назви першої словникової статті — «борг» або «процентна позика» шумерською і акадською мовами відповідно.
- На табличках 4 і 5 перераховуються морські та сухопутні транспортні засоби,
- на табличках з 13-ї по 15-ту представлений систематизований список різні видів тварин,
- на 16-й табличці — каменів,
- на 17-й — рослин.
- На 22-й табличці складений список зірок.

Оскільки Урра-Хубуллу використовувалася для навчання письма, існують різні екземпляри одних і тих же «сторінок» енциклопедії. За основну версію заведено вважати таблички, знайдені в Ніппурі.